# بالأمر المباشر (مسلسل)
بالأمر المباشر، مسلسل تلفزيوني مصري، عرض في رمضان 1433هـ/2012م.

## قصة المسلسل
تناول العمل اضطهاد جهاز أمن الدولة للصحفيين المعارضين وخاصة من فتحوا ملف توريث الحكم ومحاولات اغتيالهم، ويناقش كذلك قضية خصخصة الشركات.

## بطولة
- جمال عبد الناصر
- نهال عنبر
- خالد محمود
- عزة بهاء
- وفاء مكي
- ناصر سيف
- أحمد عزمي
- ياسر فرج
- خليل مرسي
- زيزي البدراوي
- مروة عبد المنعم
- ميار الغيطي
- محمد عبد الجواد
- شدى جودت
- ياسر علي ماهر